# Piraí do Norte
Piraí do Norte is een gemeente in de Braziliaanse deelstaat Bahia. De gemeente telt 8.818 inwoners (schatting 2009).